# 경상북도립영덕공공도서관
경상북도립영덕공공도서관은 경상북도 영덕군 영덕읍 소재의 도서관이다.

## 연혁
- 1973년 7월 13일 영덕군 공공도서관 개관
- 1973년 7월 21일 영덕군 공공도서관 개축계획 수립
- 1991년 3월 25일 경상북도립영덕공공도서관으로 개칭
- 1994년 3월 21일 경상북도립영덕공공도서관 착공
- 1994년 11월 16일 경상북도립영덕공공도서관 준공 이전
- 1994년 12월 20일 경상북도립영덕공공도서관 이전 개관
- 2003년 11월 20일 디지털자료실 개실

## 이용 안내
이용 안내
| 구분        | 종합자료실, 어린이자료실, 디지털자료실, 연속간행물실 | 제1열람실, 제2열람실 |
| ----------- | ---------------------------------------------------- | -------------------- |
| 평일(화~금) | 09:00~18:00                                          | 09:00~22:00          |
| 토,일요일   | 09:00~17:00                                          | 09:00~22:00          |

휴관일
- 매주 월요일
- 관공서 공휴일 (일요일 제외, 단 다른 공휴일과 겹치면 휴관)
- 관장이 지정하여 공고하는 날 (임시공휴일)